# The Subways
The Subways son una banda británica de rock alternativo. Su álbum debut, Young for Eternity, fue publicado el 4 de julio de 2005 en Reino Unido y el 14 de febrero en Estados Unidos.

## Miembros
- Billy Lunn, guitarra y cantante.
- Charlotte Cooper, bajo y cantante.
- Camille Phillips, batería.

## Historia

### Los comienzos
The Subways comenzaron como grupo a una edad muy temprana, tocando en el bar de los hermanos Billy y Josh canciones punk rock y versionando a Nirvana, bajo el nombre de Mustardseed. Más tarde cambiaron su nombre por el de Platypus, como una canción del grupo de punk rock Green Day, y empezaron una pequeña gira por locales de la zona de Essex, como el local The Swuare, donde grabaron su primer CD tocando en directo, que vendían en los conciertos.
Como su reputación crecía, a Billy en particular empezaron a disgustarle todos los nombres que la banda había tenido. Acabó decidiéndose por The Subways, supuestamente a partir de sus días "pasando el rato" allí: "uno de los sitios en los que sentía que podía refugiarme y encontrar la paz en mi ciudad era en un metro (subway en inglés), debajo de las carreteras y de los pavimentos. Solía ir allí en los descansos del trabajo y de la universidad." Fue durante este tiempo cuando Billy comenzó una relación más cercana con Charlotte Cooper.

### Grabaciones "caseras"
La banda lanzó muchos demos y EP en sus comienzos cuando tocaban en el circuito de Londres en el Reino Unido. Cada vez que componían una nueva tanda de canciones, Billy insistía en que deberían grabarlas en un estudio. Sin embargo, a esa edad tan temprana el grupo no tenía dinero con el que ir a un estudio a grabarlas, entonces se les ocurrió comprar su propio sistema de grabación para hacerlo en casa y después publicar todas sus nuevas canciones en su página web http://www.thesubways.net, que el propio Billy Lunn construyó y mantenía. Además, utilizando su propio estudio de grabaciones en casa tenían aproximadamente 8 demos de canciones en internet, que también podían enviarse a locales y a promotores londinenses encargados de varias salas. Con lo que The Subways empezaron una gira en el área local de Londres.
El hecho de tener el sistema de grabación en casa también fue útil para la promoción de la banda. Los Subways sintieron que esto no beneficiaría a ellos mismos, sino que también beneficiaría a otras bandas locales que tampoco podían permitirse los precios de grabación en un estudio. Fue ahí cuando Billy y Charlotte se tropezaron con la oportunidad que tarde o temprano sería significativa para la banda."Un día estaba escuchando a una banda local que estaba grabando en nuestro estudio y me di cuenta de que eran bastante buenos, así que les pregunté si pensaban enviarlo a algún evento en Londres, porque yo conocía algunos a los que podrían gustarle. Me dijeron que iban a enviarlo a Michael Eavis, que controlaba la zona de Glastonbury, y les pregunté porqué..."
Ese año, Michael Eavis estaba trabajando en un concurso de bandas sin sello discográfico para tocar en "The Other Stage", y The Subways decidieron que sería buena idea enviar también sus canciones. "Realmente era sólo otra dirección a la que enviar nuestro CD. Todo lo que queríamos era tocar en conciertos y era otra buena oportunidad para ello. El CD que enviamos a Michael Eavis era literalmente uno al azar entre unos 30 que habíamos estado enviando a promotores de Londres para un montón de conciertos en los que queríamos tocar. Nunca esperamos la llamada telefónica que nos dijo que habíamos ganado y que íbamos a tocar en Glastonbury", dijo Cooper en la radio.

### Progreso
Después de Glastonbury, The Subways fueron a tocar en los festivales de música de Reading y de la ciudad de Leeds en el 2004, y tras estos empezaron su primera verdadera gira por el Reino Unido de 35 fechas.
La banda firmó con City Pavement & Infectious Records a finales del año 2004. Su primer álbum, Young for Eternity, producido por "Lightning Seeds", se publicó el 4 de julio de 2005. Su sencillo de debut, "Oh Yeah", llegó al número 25 en su primera semana en las listas británicas (UK Music Chart).
Sus canciones "Rock & Roll Queen", "Oh Yeah" y "I Want To Hear What You Have Got To Say" aparecieron en el séptimo episodio de la tercera temporada de la serie norteamericana The OC, así como "She Sun" y "Rock & Roll Queen", fueron utilizadas en anuncios de la televisión británica de la marca de cosméticos Rimmel, en los que aparece la modelo Kate Moss. También "Rock & Roll Queen" es parte de la banda sonora de la última película de Guy Ritchie RocknRolla y en los juegos Pure y FIFA Street 2.
La banda pospuso su gira en abril de 2006 porque Billy tenía nódulo en las cuerdas vocales. Dieron un concierto "secreto" en su ciudad de Welwyn Garden el 16 de junio de ese mismo año, bajo el sobrenombre de "The Audrey Hepburns", y también tocaron junto a los Foo Fighters, Eagles of Death Metal, Angels & Airwaves y The Strokes el 18 de junio en Mánchester, concierto tras el cual volvieron a girar, con Billy ya totalmente recuperado. En el verano de 2006 la banda abría el tour norteamericano para los grupos Taking Back Sunday y Angels and Airwaves.

## Discografía

### Álbumes
- Young for Eternity (2005).
- All or Nothing (2008).
- Money and celebrity (2011).
- The Subways (2015).
- Uncertain Joys (2023).

### EP
- "The Platypus EP"
- "I Lost You To The City EP"
- "Summertime EP"
- "Rock & Roll Queen EP"
- "No Heart No Soul EP"
- "Young For Eternity EP"
- "At 1am EP"
- "Milk EP"
- "Mary EP"
- "Live at Birmingham Academy EP"
- "I Think I'm In Love EP"

### Sencillos
Todos los sencillos lanzados en formato CD y en vinilo con el sello discográfico Infectious/City Pavement a no ser que lo indique de otra manera.
- "No Heart, No Soul EP" - Bus Stop Records - Primer sencillo oficial; estaba disponible en la web de Bus Stop Records antes de que los Subways firmaran con ellos.
- "1am" - Transgressive Records - Lanzamiento limitado de 500 vinilos
- "Oh Yeah" - lanzado el 21 de marzo de 2005 - UK #25
- "Rock & Roll Queen" - lanzado el 20 de junio de 2005 - UK #22
- "With You" - lanzado el 12 de septiembre de 2005 - UK #29
- "No Goodbyes" - lanzado el 12 de diciembre de 2005 - UK #27
- "Girls & Boys" - lanzado el 25 de marzo de 2008 (descarga libre)
- "Alright" - lanzado el 16 de junio de 2008 - UK #44
- "I Won't Let You Down" - lanzado el 25 de agosto de 2008
- "We Don't Need Money To Have A Good Time" - lanzado el 12 de septiembre de 2011

### Aparición en recopilatorios
- Glastonbury Unsigned 2004 (2004 · Concrete Recordings)
- Music from the OC: Mix 5 (2005 · Warner Bros./Wea)
- Transgressive Singles Collection Vol.1 (2006 · Wea)

## Trivia
Apariciones en videojuegos:
- La canción "Rock & Roll Queen" aparece en el videojuego FIFA Street 2 de Electronic Arts y EA Sports, en Forza Horizon, Pure y en Saints Row 2. También aparece como DLC en la saga de Rock Band

- La canción "Kalifornia" aparece en el videojuego Midnight Club: Los Angeles y Midnight Club LA Remix de Rockstar Games.

- La canción "I Won't Let You Down" aparece en el juego de carreras Colin McRae: DiRT 2.

Apariciones en películas:
- La canción "Rock & Roll Queen" aparece en la película "Rocknrolla" de Guy Ritchie.
- La canción "Rock & Roll Queen" aparece en la película "Live Free or Die Hard" de Len Wiseman.
- La canción "Rock & Roll Queen" aparece en la película "Die Welle" ("La ola") de Dennis Gansel.